# トムズボックス
トムズボックス（TOM'S BOX）は、東京都武蔵野市吉祥寺本町にあった絵本の専門店である。
絵本全般について豊富な品揃えを誇る。店内では定期的に長新太、井上洋介、片山健などをはじめとする絵本作家の個展を開いており、無料で閲覧することができる。有名作家によるトムズボックスからのオリジナル作品（絵本、画集、小冊子、グッズなど）も出版・販売している。
2015年12月28日をもって閉店した  。

## アクセス
東京都武蔵野市吉祥寺本町2-14-7
JR・京王井の頭線吉祥寺駅北口下車（徒歩7分）。